# Haldi

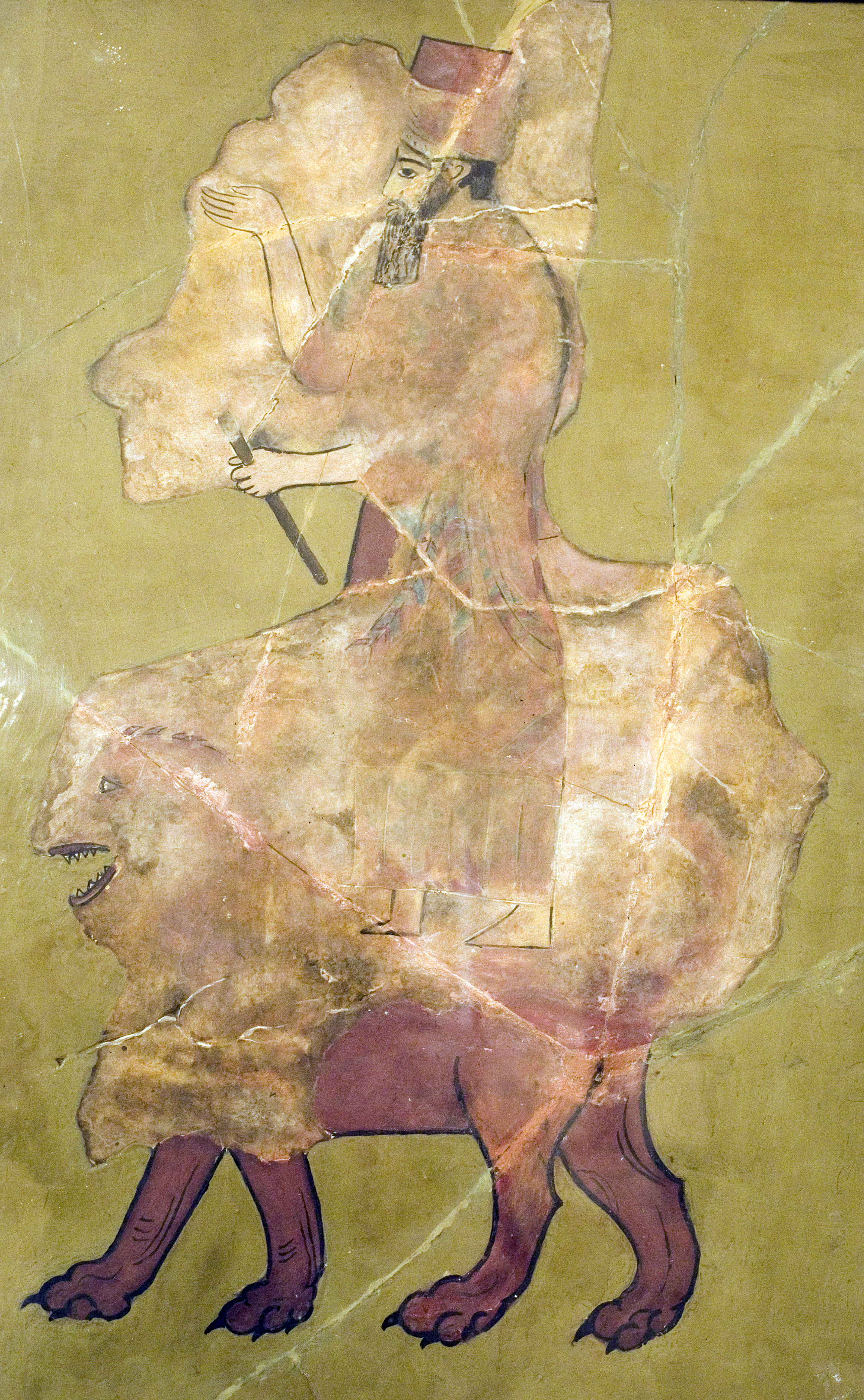
Afbeelding van Ḫaldi, Arin-Berd, Historisch Museum van Armenië

Haldi(s) (Ḫaldi(s)) of Khaldi(s) geschreven als  dḫal-di was de hoofdgod van Urartu. Samen met de oorlogsgod Teshub en de zonnegod Shivini vormde hij de belangrijkste triade. Zijn echtgenote was de godin Arubaini, die de hoofdgodin van Urartu was.
De cultus van Haldi werd gepromoot door koning Ishpuini van Urartu (830-810 v.Chr.). Oorspronkelijk werd de godheid enkel lokaal vereerd rond Musasir, maar voortaan werd hij vereerd over het gehele rijk. Talrijke gebouwen en militaire campagnes werden in zijn naam gevoerd en in deze zin vervulde hij een zelfde rol als staatsgod zoals de god Ashur in Assyrië.